# Stadio Ferenc Szusza
Il Ferenc Szusza Stadion è l'impianto dove disputa i propri incontri casalinghi l'Újpest Football Club, una delle squadre di calcio più titolate d'Ungheria. Occasionalmente ospita qualche partita della nazionale di calcio dell'Ungheria.
L'impianto venne intitolato a Ferenc Szusza nel 2003.